# Harry Aarts
Henricus Johannes Bernardus "Harry" Aarts (9 de marzo de 1930-25 de marzo de 2020) fue un político neerlandés. Sirvió en la Cámara de Representantes para el Partido Popular Católico y más tarde en la Campaña Demócrata Cristiana desde el 23 de enero de 1973 hasta el 1 de octubre de 1993. 

## Carrera
Nació en Bolduque el 9 de marzo de 1930. Después de asistir a la escuela primaria y secundaria en la misma ciudad, estudió ciencias políticas en la Universidad Católica de Nimega entre 1949 y 1955. Fue miembro del consejo municipal de Bolduque del 1 de septiembre de 1953 al 2 de septiembre de 1958. Después de trabajar en la cervecería Heineken durante dos años, fue asesor de organización en la Asociación de Municipios de los Países Bajos entre 1959 y 1965. Luego fue nombrado alcalde de Berkel-Enschot y sirvió desde el 16 de julio de 1965 hasta el 16 de marzo de 1974. 
Se convirtió en miembro de la Cámara de Representantes del Partido Popular Católico el 23 de enero de 1973. De 1975 a 1978 fue presidente de la comisión de asuntos del interior. Cuando el Partido Popular Católico se fusionó con la Llamada Demócrata Cristiana en 1980, Aarts seguía siendo miembro. También se desempeñó como presidente de la comisión de ayuda al desarrollo entre 1978 y 1989 y asuntos exteriores entre 1989 y 1993. Salió del partido el 1 de octubre de 1993. Posteriormente se desempeñó como miembro en el servicio extraordinario del Consejo de Estado hasta el 1 de octubre de 1998.

## Reconocimientos
Fue nombrado Caballero en la Orden del León de los Países Bajos el 29 de abril de 1985.

## Muerte
Murió a los noventa años el 25 de marzo de 2020 en Tilburg de la enfermedad del COVID-19 causada por el virus del SARS-CoV-2.